# 1662
El 1662 (MDCLXII) fou un any comú de l'edat moderna iniciat en diumenge.

## Esdeveniments
Països Catalans
Resta del món
- El bisbe de Skálholt, Brynjólfur Sveinsson, va regalar el Codex Regius al rei Frederic III de Dinamarca.
- S'enuncia la Llei de Boyle.
- Rembdrandt pinta Els síndics dels drapers.
- Són derrotats els Ming del Sud, posant fi a la Dinastia Ming.
- Estrena de l'òpera Ercole amante.
- Es promulga a Virgínia una llei sobre l'esclavatge: tots els nens nascuts de mare esclava seran esclaus i a la inversa.[1]

## Naixements
Països Catalans
Resta del món
- 27 de març - París: Maria Lluïsa d'Orleans, princesa francesa de la Casa d'Orleans.
- 31 de maig - Malines (Països Baixos): Philippe Couplet, jesuïta flamenc, missioner a la Xina (m. 1693).[2]
- 11 de juny - Japó: Tokugawa Ienobu, 37è shogun.

## Necrològiques
Països Catalans
Resta del món
- 8 d'abril - Sorø: Birgitte Thott, escriptora i traductora danesa, erudita i feminista (n. 1610).[3]
- 7 de maig, Bolonya: Lucrezia Orsina Vizzana, important compositora del Renaixement, cantant i organista (n. 1590).[4]
- 1 de juliol, Londres: Simon Ives, compositor.
- 19 d'agost - París, França: Blaise Pascal, filòsof, matemàtic, físic, inventor, escriptor, moralista, místic i teòleg occità.
- Allahverdi Khan, ghulam